# 新喬布魯奇
46°52′1″N 30°4′28″E / 46.86694°N 30.07444°E
新喬布魯奇（烏克蘭語：Нові Чобручі）是位於烏克蘭西南部的村莊，由敖德萨州羅茲季利納區的羅茲季利納市鎮負責管轄。該村始建於1896年，面積1.18平方公里，海拔高度145米，2001年人口883，人口密度每平方公里748.94人。